# Тил Ојленшпигел
Тил Ојленшпигел (Кнајтлинген, крај XIII или почетком XIV в. – Мелн крај Либека, 1350г.), народни лакрдијаш али и јунак, легендарни лик старије њемачке књижевости. Најстарије издање које говори о згодама Тила Ојеленшпигела датује из 1515.г. у Штрасбургу под насловом „Ein kurtzweilig lesen von Dyl Vlenspiegel “.  (језик: енглески)

## Биографија
Рођен је, како се претпоставља, крајем XIII или почетком XIV в. Још малог, због лијености и несташлука, отац тјера из куће. Од тада почиње његов богати авантуристички пут. Он креће по њемачким градовима и збија надахнуте, и за памћење, шале и необичне згоде. Ојеленшпигел је ведра природа, немиран дух, враголан, шаљив, подругљив, спретан и препреден. Он подваљује трговцима, надмудрује свештенике. Здравом сељачком мудрошћу он излази на крај са племством. Он је имагинарни народни јунак, у ствари једини који обилато надомјешта сву немоћ малог човјека пред бахатим господарима. У времену када грађански сталеж са надменошћу гледа на сељаке, он их извргава смјеху. Име Ојленшпигел је добио од ријечи Ојле што значи сова и шпигел што значи огледало, што би у пренесеном значењу требало да подсјећа да човјек у огледалу не види своје мане баш као ни сова своју ружноћу. Био је омиљен лик у Њемачкој, али и у Пољској међу Фламанцима. Значајно је утицао и на настанак сличних јунака и у другим књижевностима. У јужнословенској литератури настао је његовим утицајем Петрица Керенпух. Згоде Ојленшпигела се преводе на све језике свијета па и на латински. Белгијски писац Шарл де Костер написао је Тејл Ајленспихела, своју верзију Ојленшпигела Тејл Ајленспихел, народног јунака који се бори за слободу и чији је отац спаљен као јеретик. Герхарт Хауптман објавио је 1918.г. сатиричну поему „Till Eulenspiegel“, а Рихард Штраус је на тему Ојеленшпигела компоновао симфонијску поему „Till Eulenspiegel lustige Streiche“. Од имена Ојленшпигел настала је и француска ријеч фр. espiegle, што значи враголаст, несташан, шаљивчина. Умро је у Мелну крај Либека 1350г..

## Истина
Ни данас се још не зна засигурно да ли је Тил Ојленшпигел аутентична личност или личност измишљена за потребе књижевности и одушка малог народног човјека.